# Mattias Persson (friidrottare)
Mattias Persson, född 26 september 1975, är en svensk tidigare friidrottare (långdistanslöpare). Han tävlade för Spårvägens FK.

## Personliga rekord
Utomhus 
- 5 000 meter – 14:48,76 (Ludvika 27 juni 2001)[5]
- 5 km landsväg – 15:12 (Norrtälje 5 juli 2001)[3]
- 10 km landsväg – 30:05 (Stockholm 7 augusti 1999)[3]
- Halvmaraton – 1:05:31 (Haag, Nederländerna 24 mars 2001)[5]
- Halvmaraton – 1:05:16 (Kungsbacka 8 maj 1997)[3]
- 3 000 meter hinder – 9:02,53 (Lidingö 2 juni 1998)[5]